# Gare de Toulon
Gare de Toulon vasútállomás Franciaországban, Toulon településen.

## Vasútvonalak
Az állomást az alábbi vasútvonalak érintik:
- Marseille–Ventimiglia-vasútvonal

## Kapcsolódó állomások
A vasútállomáshoz az alábbi állomások vannak a legközelebb:
- Gare de La Garde
- Gare de La Seyne - Six-Fours
- Gare de Marseille-Saint-Charles
- Gare de Carnoules